# José Craveirinha
José Craveirinha, né le 28 mai 1922 à Lourenço Marques (aujourd'hui Maputo) et mort le 6 février 2003, est un journaliste, écrivain et poète mozambicain.

## Biographie
José Craveirinha naît le 28 mai 1922 à Lourenço Marques.
Il est considéré comme le plus grand poète mozambicain du XXe siècle.
Journaliste, il collabore à plusieurs journaux et revues mozambicains.